# Divinefire
Divinefire es un grupo Symphonic Power Metal cristiana fundada en la primavera de 2004 por el guitarrista sueco Jani Stefanovic, y el cantante Christian Liljegren. Liljegren también estuvo en los frentes de la banda Narnia. 
El grupo firmó un contrato con King Records, en Japón, y procedió a lanzar su primer disco, Glory Thy Name 18 de diciembre de 2004. Un mes más tarde fue puesto en libertad en los países occidentales por Rivel Records, la etiqueta de cristiano Liljegren. 
Su estilo es una mezcla de power metal con elementos melódicos y agresivos.
También han tenido muchos músicos invitados especiales en sus álbumes. Entre ellos han sido Carl Johan Grimmark de Narnia y Eric Clayton de Saviour Machine.

## Miembros de la banda
- Christian Liljegren - vocales
- Germán Pascual - vocales
- Jani Stefanovic - batería, guitarra, teclados
- Andreas Olsson - coros, bajo

## Antiguos miembros
- Torbjörn Weinesjö - guitarra

## Músicos invitados
- Pontus Norgren

- Thomas Vikström

- Fredrik Sjöholm

- Carl Johan Grimmark

- Eric Clayton

- Hubertus Liljegren

## Discografía
- Álbumes de estudio

- Glory Thy Name (2004)
- Hero (2005)
- Into a New Dimension (2006)
- Farewell (2008)
- Eye Of The Storm (2011)